# لغات أنغويلا
أنغويلا أقليم ما وراء البحار تابع لبريطانيا في البحر الكاريبي، لغتها الرسمية هي الإنجليزية. كريول أنغويلا (en) هي اللغة المستخدمة بين السكان. الإسبانية شائعة بين الوافدين للجزيرة.